# Слоукен
Слоукен (англ. Slocan) — село в Канаді, у провінції Британська Колумбія, у складі регіонального округу Сентрал-Кутеней.

## Населення
За даними перепису 2016 року, село нараховувало 272 особи, показавши скорочення на 8,1%, порівняно з 2011-м роком. Середня густина населення становила 350,7 осіб/км².
З офіційних мов обидвома одночасно володіли 15 жителів, тільки англійською — 255. Усього 25 осіб вважали рідною мовою не одну з офіційних.
Працездатне населення становило 58,1% усього населення, рівень безробіття — 16%.
30,2% мешканців мали закінчену шкільну освіту, не мали закінченої шкільної освіти — 14%, 55,8% мали післяшкільну освіту, з яких 29,2% мали диплом бакалавра, або вищий.
| Статево-вікова структура населення | Статево-вікова структура населення | Статево-вікова структура населення | Статево-вікова структура населення | Статево-вікова структура населення |
| ---------------------------------- | ---------------------------------- | ---------------------------------- | ---------------------------------- | ---------------------------------- |
|                                    |                                    |                                    |                                    |                                    |
| Всього                             | Всього                             | 50,0%                              |                                    |                                    |
| 0 — 14 років                       | 0 — 14 років                       |                                    | 14,8%                              | 14,8%                              |
| 15 — 64 років                      | 15 — 64 років                      |                                    | 66,7%                              | 66,7%                              |
| 65 і більше                        | 65 і більше                        |                                    | 18,5%                              | 18,5%                              |
| Середній вік (років)               | Середній вік (років)               | 44,247,5                           | 45,8                               | 45,8                               |
| Медіана (років)                    | Медіана (років)                    | 48,252,5                           | 51,0                               | 51,0                               |
| — чоловіки — жінки                 |                                    |                                    |                                    |                                    |

| Походження мешканців:     | Походження мешканців:     | Походження мешканців: | Походження мешканців: | Походження мешканців: |
| ------------------------- | ------------------------- | --------------------- | --------------------- | --------------------- |
| Походження                |                           |                       | осіб                  | %                     |
| Корінні американці        | Корінні американці        |                       | 10                    | 4.08%                 |
| Інше північноамериканське | Інше північноамериканське |                       | 65                    | 26.53%                |
| Європейське               | Європейське               |                       | 240                   | 97.96%                |
| британське                | британське                |                       | 140                   | 57.14%                |
| французьке                | французьке                |                       | 50                    | 20.41%                |
| Азійське                  | Азійське                  |                       | 10                    | 4.08%                 |

## Клімат
Середня річна температура становить 6,8°C, середня максимальна – 21,4°C, а середня мінімальна – -10,9°C. Середня річна кількість опадів – 916 мм.
| Клімат поселення                              | Клімат поселення | Клімат поселення | Клімат поселення | Клімат поселення | Клімат поселення | Клімат поселення | Клімат поселення | Клімат поселення | Клімат поселення | Клімат поселення | Клімат поселення | Клімат поселення | Клімат поселення |
| Показник                                      | Січ.             | Лют.             | Бер.             | Квіт.            | Трав.            | Черв.            | Лип.             | Серп.            | Вер.             | Жовт.            | Лист.            | Груд.            |                  |
| Середній максимум, °C                         | 2,04             | 4,98             | 8,79             | 13,26            | 17,74            | 21,43            | 21,34            | 21,25            | 15,97            | 10,08            | 3,86             | −0,04            |                  |
| Середня температура, °C                       | −4,44            | −1,52            | 2,30             | 6,79             | 11,24            | 14,93            | 17,94            | 17,86            | 12,58            | 6,68             | 0,48             | −3,41            |                  |
| Середній мінімум, °C                          | −10,93           | −8,01            | −4,2             | 0,30             | 4,76             | 8,44             | 14,56            | 14,48            | 9,19             | 3,31             | −2,9             | −6,8             |                  |
| Норма опадів, мм                              | 109              | 61               | 71               | 66               | 73               | 82               | 56               | 51               | 52               | 72               | 112              | 111              |                  |
| Середньомісячна швидкість вітру, м/с          | 2.13             | 2.02             | 2.19             | 2.41             | 2.32             | 2.28             | 2.21             | 2.13             | 1.95             | 2.02             | 2.15             | 2.13             |                  |
| Середньомісячна сонячна радіація, кДж/м²·день | 3457             | 6966             | 11643            | 16596            | 20190            | 21944            | 23533            | 20187            | 14281            | 8321             | 3830             | 2728             |                  |
| --------------------------------------------- | ---------------- | ---------------- | ---------------- | ---------------- | ---------------- | ---------------- | ---------------- | ---------------- | ---------------- | ---------------- | ---------------- | ---------------- | ---------------- |
| Джерело:                                      |                  |                  |                  |                  |                  |                  |                  |                  |                  |                  |                  |                  |                  |